# Bitwa pod Ktezyfonem (363)
Bitwa pod Ktezyfonem – starcie zbrojne, które miało miejsce dnia 29 maja 363 r. w trakcie wojen rzymsko-perskich (Kampania perska Juliana Apostaty). 
Po zdobyciu Maozomalchy (Besuchis) w dniu 13 maja 363 r. wojska rzymskie rozłożyły się obozem w miejscowości Koche. Następnym celem stała się rzeka Tygrys, za którą znajdowała się stolica Sasanidów Ktezyfon. Przeciwległy brzeg rzeki był mocno obsadzony przez wojska perskie. Dowodzący Rzymianami Julian II Apostata zdecydował się mimo to na desant, wysyłając kilka statków z czterystoma legionistami w celu uchwycenia przyczółka. Legioniści zostali jednak zauważeni i ostrzelani płonącymi strzałami z drugiego brzegu rzeki. Wówczas to Julian wysłał do walki wszystkie swoje siły, które opanowały po ciężkiej walce przyczółek. 
Rankiem Persowie przypuścili atak, chcąc zepchnąć Rzymian do rzeki. Na legionistów uderzyła ciężkozbrojna kawaleria, za którą szła piechota. Na końcu szyku znajdowały się słonie bojowe. Doszło do zaciętej bitwy, która trwała wiele godzin. Rzymianom udało się w końcu odeprzeć jazdę perską. Następnie legioniści uderzyli na wojska piechoty perskiej, które pozbawione osłony kawalerii rozpoczęły ucieczkę. W pościgu za uchodzącym przeciwnikiem Rzymianie doszli aż pod mury stolicy. Ze względu jednak na wyczerpanie walką, zrezygnowano z próby zdobycia miasta. Gdy tylko Julian dowiedział się o nadciągającej armii perskiej króla Szapura II wydał rozkaz do odwrotu. Obładowani łupami Rzymianie dnia 16 czerwca skierowali się na północ kraju gdzie toczyli potyczki z wycofującymi się Persami.